# Séismes sur Mars
Comme sur la Terre, il y a eu et il y a encore des séismes sur Mars. Les plus grands séismes anciens se manifestent par des failles repérées sur les photographies. Les séismes actuels sont enregistrés depuis le 19 décembre 2018 par l'instrument SEIS à bord de l'atterrisseur martien InSight.

## Séismes anciens
Comme sur Terre, les accidents tectoniques observables à la surface de Mars ont dû s'accompagner de violents séismes. C'est notamment le cas du grand canyon Valles Marineris, que l'on pense être dû au jeu d'une faille décrochante mais dont on ne sait pas si elle est encore active.
La formation et l'activité des grands volcans boucliers (Olympus Mons et monts Tharsis) a dû aussi provoquer des séismes, comme sur Terre.

## Sismologie
Les premières tentatives de détection de l'activité sismique sur Mars ont été opérées par le programme Viking en 1975. L'atterrisseur Viking 1 n'a renvoyé aucune donnée en raison d'un problème d'activation du sismomètre. Le sismomètre de Viking 2 a fonctionné pendant 560 sols (89 jours terrestres) mais, monté au sommet de l'atterrisseur, il s'est révélé incapable de détecter une activité sismique significative en raison des vibrations induites par les vents. Quand la vitesse du vent était suffisamment faible, il a néanmoins permis de fixer une limite supérieure à l'activité sismique pendant les périodes correspondantes.

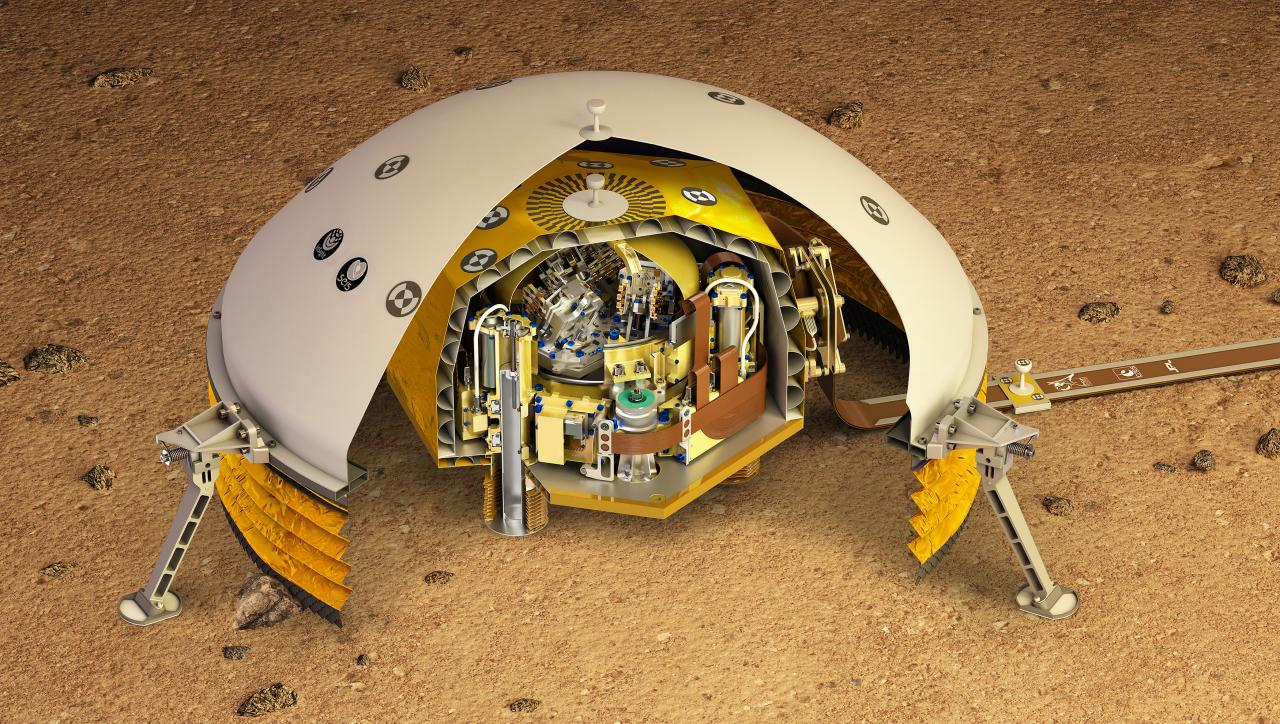
Schéma du sismomètre SEIS, protégé du vent et des variations excessives de température par un toit métallique.

Le 19 décembre 2018, l'atterrisseur InSight (lancé en mai et arrivé le 26 novembre) a déployé un sismomètre appelé SEIS (Seismic Experiment for Interior Structure, « Expérience sismique pour la structure interne ») pour détecter les séismes et analyser la structure interne de Mars. Même en l'absence d'événements sismiques endogènes, le sismomètre devait être suffisamment sensible pour détecter les petits séismes provoqués par les chutes de météorites et par l'explosion aérienne de météores (dont la fréquence est estimée à plusieurs dizaines par an). La réponse de la croûte et du manteau martiens aux chutes de météorites devait apporter des contraintes sur la structure interne de la planète,,.

## Séismes actuels
Il est possible que le sismomètre de Viking 2 ait enregistré, au cours du 80e sol pendant une période calme (avec une vitesse du vent de seulement 3 m/s environ), un séisme de magnitude 2,7 ayant un épicentre distant d'environ 110 km. Mais comme la vitesse du vent n'a été mesurée que 20 min avant et 45 après l'événement, l'effet d'une brusque bourrasque ne peut pas être écarté.
Les premiers résultats de SEIS sont publiés en février 2020. La sonde a enregistré plus de 400 événements, dont une vingtaine de séismes de magnitude comprise entre 3 et 4. L'activité sismique de Mars apparaît intermédiaire entre celles de la Lune et de la Terre, et suffisamment importante pour qu'on enregistre les ondes P comme les ondes S, ce qui devrait permettre d'étudier la composition interne et notamment de déterminer si le noyau comporte une phase liquide. Ces données ont aussi permis d'étudier la composition de la lithosphère martienne, plus hydratée que celle de la Lune.
En janvier 2021, SEIS a identifié 465 séismes lointains depuis le débarquement d'InSight (478 jours martiens), plus 712 événements peut-être dus à une fissuration locale résultant du forçage thermique. Les séismes se divisent en deux familles : les séismes de basse fréquence (de l'ordre de 1 Hz) et ceux de haute fréquence (2,4 Hz et plus). Les magnitudes vont de 1,3 à 3,7 (sur une échelle propre à Mars),. Les mécanismes au foyer de trois séismes sont publiés en février : mouvement en extension le long d'une faille normale de fort pendage.